# Mesalina ercolinii
Espèce
Synonymes
- Eremias ercolinii Lanza & Poggesi, 1975

Mesalina ercolinii est une espèce de sauriens de la famille des Lacertidae.

## Répartition
Cette espèce est endémique de Somalie.

## Étymologie
Cette espèce est nommée en l'honneur de Antonio Ercolini.

## Publication originale
- Lanza & Poggesi, 1975 : On a new Eremias from central Somalia. Monitore Zoologico Italiano, N.S. Supplemento, 6, no 16, p. 305-312.